# 3417 Tamblyn
A 3417 Tamblyn (ideiglenes jelöléssel 1937 GG) a Naprendszer kisbolygóövében található aszteroida. Karl Wilhelm Reinmuth fedezte fel 1937. április 1-én.